# Halimarmara atrivallata
Halimarmara atrivallata är en fjärilsart som beskrevs av Edward Meyrick 1931. Halimarmara atrivallata ingår i släktet Halimarmara och familjen praktmalar, Oecophoridae. Inga underarter finns listade i Catalogue of Life.